# Šimun Šito Ćorić
Fra Šimun Šito Ćorić (Paoča, Čitluk, 1. siječnja 1949.) hrvatski je pjesnik, esejist, putopisac, dramski pisac, antologičar. Ovaj franjevac je akademik (izvanredni član HAZU BiH).

## Životopis
Školovao se u Gradnićima, Čitluku, Splitu, Dubrovniku (klasična gimnazija), u Sarajevu (početak filozofsko-teološkog studija), u Švicarskoj (diplomirao  teologiju u Luzernu), u SAD-u (studij engleskog na The Catholic University of America, Washington, D.C, dva magisterija iz psihologije u New Yorku na Columbia University, studijska godina na Detroit University u Detroitu) i na Filozofskom fakultetu Sveučilišta u Zagrebu (doktorirao kliničku psihologiju). 
Ovaj književnik, psiholog i kantautor poznat je kao autor brojnih knjiga literarnog i znanstvenog sadržaja, te cijelog niza nosača zvuka. Pojedine njegove knjige i tekstovi prevedeni su na engleski, francuski, njemački, talijanski, španjolski i još neke druge jezike, a član je cijelog niza strukovnih međunarodnih društava. Uvrštavan je u brojne domaće i strane antologije, pa i u one najprestižnije, primjerice, u „Zlatnu knjigu hrvatskog pjesništva od početaka do danas“ (V. Pavletić, Zagreb, 1991), u američke „Great Poems of the Western World“ (E.C. Cole, Sacramento, CA 1980) i  „American poets and their poems“ (Ph. Shaw, New York, 1982) ili u onu Švicarskog PEN-kluba „P.E.N – Antologie„ (Zürich, 1998), čiji je član od 1986., a član „Društva Američkih pjesnika“ od 1981. Nema dvojbe, rijetko je još tkogod od hrvatskih pisaca bio povezan s piscima iz toliko raznolikih naroda i kultura svijeta kao što je Ćorić. 
Uz povremene predavačke nastupe u organizaciji različitih nacionalnih i međunarodnih ustanova, Ćorić je sveučilišni nastavnik (u znanstveno-nastavnom zvanju redovitog profesora) psihologije na sveučilištima u Mostaru (Pedagoški fakultet) i Zagrebu (Filozofski fakultet), a predavao je po sedam-osam godina i na sveučilištima u Zadru i Osijeku (Filozofski fakultet).
Od 1994. do 2005. obnašao je dužnost predsjednika, a od tada glasnogovornika Hrvatskog svjetskog kongresa (HSK), koji kao najveća hrvatska međunarodna organizacija i član u UN-a, okuplja brojne hrvatske ustanove po svim državama svijeta gdje Hrvati i njihovi potomci žive u imalo većem broju. Živi u Švicarskoj, gdje je u dva mandata bio nacionalni koordinator Hrvatskih katoličkih misija u toj zemlji, a danas je voditelj HKM Solothurn.

## Djela
- Kroatien in der Geschichte (ur. pregled hrv. povijesti; publikacija na njem., pod pseudonimom Fran Ten), Švicarska, 1975.
- Hrvatske molitvene popijevke (antologija), Zagreb-Duvno, 1977.
- Nazdravica s križa (pseud. Gordan Pavić), Chicago-Rim-Zürich-Toronto, 1980.
- Iseljeničke kiše (pjesme), New York, 1981.
- Najpjevanije hrvatske pjesme (antologija), Sudbury (Canada), 1982., 1984., 1986.
- Gubilište (pet drama; pseud. Boris Katich), Toronto-Zürich-Chicago, 1983.
- Slučaj Galilejac (u: V.Grubišić, Izbor iz hrvatskih igrokaza), Sudury (Canada), 1983. Mostar, 2007.
- So Speak Croatian Dissidents (antologija disidentskih tekstova, engl.), Norval (Toronto), 1983.
- Afera Palestinac (pjesme u prozi), Mostar, 1984.
- Hercegorčina (pjesme), Split-Duvno, 1985.
- Od zalogaja zvijezda (pjesme), Zagreb, 1986.
- Tako (ni)je govorio Isus (kratke priče i aforizmi), Zagreb, 1987.
- Memorandum – Komisiji za odnose s vjerskim zajednicama SR BiH i SRH i BKJ, Zagreb, 1987.
- Lucijan Kordić, Čudo siromašnih koraka (priredio s D. Horvatićem, pogovor), Zagreb, 1990.
- Kroz bijelu tihu noć (božićni mujuzikl), Zagreb, 1992.
- Höre, Iris. Die Briefe aus Kroatin 199... (prijevod na njem. „Slušaj, Iris. Pisma iz Hrvatske 199...“, rukopis, kratke priče), Hewmmingen b. Stuttgart, 1992.
- Escucha, Iris. Cartas desde Croatia (kratke priče, na španj.), Buenos Aires, 1992., 1996.
- Hercegovci Hrvati Hercegovine - mitovi, predrasude, zbilja, Zagreb, 1995.
- Kruh u noći (izabrane pjesme i pjesničke proze, ur. Ante Stamać), Zagreb, 1990.
- 45 hrvatskih emigrantskih pisaca (antologija), Zagreb, 1992.(Obuhvaćeni su pisci: Ivan Ev. Šarić, Ljubo Wiesner, Jozo Kljaković, Ivo Huehn, Marijan Mikac, Bogdan Radica, Dušan Žanko, Ivo Lendić, Mirko Stjepan Čović, Srećko Karaman, Stjepan Hrastovec, Ante Kadić, Gracijan Raspudić, Vinko Nikolić, Franjo Nevistić, Franjo Trogrančić, Lucijan Kordić, Rajmund Kupareo, Nedjeljka Luetić-Tijan, Mladen Žigrović, Nada-Kesterčanek Vujica, Karlo Mirth, Zvonimir Katalenić, Jure George Prpić, Feri Midžan, Alan Horić, Kristijan Hrvoslav Ban, Veljko Ćurin, Tihomil Rađa, Vjenceslav Čižek, Hrvoje Lorković, Ferid Karihman, Berislav Fabek, Malkica Dugeč, Marijan Karabin, Marija Fabek, Bruno Bušić, Vlatko Kardum, Boris Maruna, Asaf Duraković, Mirko Vidović, Jozo Mršić, Vinko Grubišić, Šimun Šito Ćorić, Katarina Pejaković).
- Granice su da se prijeđu.Putopisma 1987-1990, Zagreb, 1993.
- Listen, Iris. The Letters from Croatia, 199... (prijevod na engl. „Slušaj, Iris. Pisma iz Hrvatske199...“, kratke priče), Chicago, 1995.
- (Još) 60 hrvatskih emigrantskih pisaca (antologija), Zagreb, 1995.
- Lucijan Kordić, Fragmenti jednoga života (predgovor i izbor tekstova), Chicago, 1994., Chicago-Mostar, 1995.
- Dok Neretva šumi... i još 30 pjesama (tekstovi i glazbene note pjesama), Bern-Zagreb,1996.
- Bože moj, što je jutro. Najpjevanije duhovne pjesme (tekstovi i glazbene note pjesama), Zuerich, 1996.
- D'une bouchee d'etoiles - Noćobdija (pjesme i pjesničke proze; dvojezično izd., hrv, i franc.), Mostar-Bern-Chicago, 1997.
- Kardinal Alojzije Stepinac. Osnovne činjenice o osobi i djelu (pet izdanja: hrv. i prijevodi na njem., engl., španj. i franc.), Zagreb, 1988.
- Franjo Jezičić, Kad pjevaju šume moga djeda (pjesme; ideja, izbor tekstova i pogovor), Mostar, 1999.
- Žena kojoj nisu vjerovali (roman), Zagreb, 2001.
- Na putu tom (antologija duhovnih pjesama i molitava), Zadar-Solothurn, 2001., Mostar 2009.
- Kroatien/Schweiz -Šest stoljeća međusobnih veza (dvojezično, hrv.- njem. izd.), Zadar-Solothurn, 2001. 2. prošireno izdanje, 2003.
- Klausyk, Iride! Laiškai iš Kroatijos 199… (prijevod „Slušaj, Iris. Pisma iz Hrvatske 199…“, kratke priče, na litavskom), Vilnius (Litavska), 2001.
- Čarobne staze i drugi svjetovi (priče), Zagreb, 2001.
- Der gestohlene Granatapfel (izabrane pjesme i kratke priče, njem.), Frankfurt/Main, 2002.
- Učiteljica koja nije htjela biti dosadna. Priče za sadašnju i bivšu djecu, Zagreb-Međugorje, 2007. 2.prošireno izdanje – 2014.
- The woman not believed (roman „Žena kojoj nisu vjerovali“, engl.), Chicago, 2007.
- El Capitan Demente (izabrani literarni tekstovi, španj.), Santa Fe (Argentina) 2008.
- Pristupi i prosudbe. Djelo Šimuna Šite Ćorića u kritičkim odrednicama (uz 30 godina književnog rada). Mostar, 2008.
- Nokta gardisto (Nije sve što oči vide). Izabrani literarni tekstovi 1977 – 2007. (dvojezično: esperanto i hrvatski). Zagreb, 2008.
- Antologija pisaca franjevaca iz Hercegovine od početaka do danas. Mostar, 2010. 2. izd. - 2011.
- Velike priče maloga sela. Mostar – Paoča, 2014.
- 100 najznačajnijih Hrvatica i Hrvata. Zagreb, 2015.
- S Ljudima, prirodom i Bogom u Izraelu i Palestini (putopisi). Mostar – Zagreb, 2016.
- Die Geschichte über einen Jungen, der zum Heiligen wurde. Zweisprachige Ausgabe (Deutsch-Kroatisch). Beau Bassin (Mauritius), 2018.
- Naš čovjek Krabat (roman). Split, 2018.
- S Bogom je lako, ljudi su problem – Priče iz mojih američkih godina (autobiografske priče), Mostar – Zagreb, 2021.[1]

### Izvođene drame
- Igra života. Luzern, 1974.
- Kroz bijelu tihu noć (musical), Zagreb, 1992.
- Spavaj mali Božiću (lutkarska predstava), Zagreb 1992., 1993. Osijek, 1993., 1994.
- Slučaj Galilejac (glazbeni igrokaz), Konjic, 1974., Ljubuški, 1978., Otawa, 1981., Solothurn, 2005., 2006., 2007., 2008., 2009.
- On uskrsnu (glazbeni igrokaz), Solothurn, 2018. Dulliken, 2018.

### Psihologijske knjige
- Mladenačke godine. Prilog psihologiji djece i mladih. Mostar, 1984.
- Tjeskobe hrvatskih migranata, Zagreb, 1990.
- Ängste und andere psychische Belastungen von Migranten (trojezično izd., njem., tal. i franc.), Bern, 1997.
- Psihologija u svagdanjem životu. Prilozi za psihologiju odgoja i obrazovanja (službeni sveučilišni udžbenik; ur. i suautor). Mostar, 1997., 1999.
- Psihologija religioznosti (službeni sveučilišni udžbenik), Jastrebarsko, 1998. 2. prošireno izd. – 2003.
- Zdrava i nezdrava religioznost, Zagreb - Mostar, 2006.
- Žuta neman zavist – Ili kako uspješnije izjedati sebe i druge, Zagreb – Mostar, 2008. 2.prošireno izd. – 2012.
- Kako uspješno kvariti međuljudske odnose – Psihološko-teološki pristup bolestima duha. Mostar – Zagreb, 2018.

### Diskografija

#### Singl ploče
- Mi ćemo pobijediti & Djeci mornara: ARS, New York, 1978.
- Croatia & Naš čovik: ARS, New York, 1979.
- Gospi plave boje & Slovo o čovjeku: MR-International Records, Sharon, Pennsilvania, 1980.
- Hvala ti & Pregršt naše zemlje: Jugoton, Zagreb, 1981. (tiskana, pa zabranjena i uništena)
- Za cijeli svijet & For the whole world: Sun-Studio, Sydney, 1991.

#### Long play ploče, audio kazete i CD-ovi
- Umorne rijeke, MR-INtewrnational records, Sharon, Pennsilvania, USA, 1981.
- Moj Stari i ja, Crescent: Stony Creek, Canada: 1983.
- Obale tvoje, Jugoton/Kršćanska sadašnjost: Zagreb, 1984.
- Svojoj zvijezdi, Jugoton/Kršćanska sadašnjnost: Zagreb, 1986.
- The 10 of fra Šime 1978-1985, HIŠAK, Sudbury, Canada 1986.
- Vučljiva vremena, Jugoton/Kršćanska sadašnjost/HKM Bern:  Zagreb, 1989.
- Ti vjeruj u se',' (LP): Jugoton: Zagreb, 1991.
- Ti vjeruj u se, (Audio-kazeta): Croatia Records, Zagreb, 1991.
- Kroz bijelu tihu noć, božićni mjuzikl, International video service (IVS): Zagreb, 1992.
- The best of fra Šimun Šito Ćorić, ŽU Međugorje, 1995.
- Za tebe, The best of fra Šito: „Orfej“ HRT, Zagreb, 1996.
- Bože moj, što je jutro, fra Šito uz veliku pomoć prijatelja, MOVIS: Zuerich, 1996.
- Bože moj, što je jutro, fra Šito uz veliku pomoć prijatelja, „Orfej“ HRT: Zagreb, 1996.
- Ti snagu daješ, (Najljepše duhovne pučke pjesme), fra Šito & fra Radovan, Hrvatska franj. Provincija sv. Čirila i Metoda: Zagreb, 2001
- Božićni zvuci/The Sounds of Christmas, (pjesme fra Šitina  musicla „Kroz bijelu tihu noć“, u izvedbi - fra Šito i prijatelji): HKM-Press, Solothurn – ZIRAL, Mostar, 2002.
- S tobom da putujem, Croatia Records: Zagreb, 2003.
- I kad život nije fer, Croatia Records/Cro-Sacro: Zagreb: 2007.
- Jednda žena, IC MIR, Međugorje: 2011.
- Jesus loves me, FRAM-ZIRAL, Mostar: 2015.
- Jedna žena, Croatia Records, Zagreb: 2015.
- Sretan Uskrs, Croatia Records, Zagreb: 2017.
- Priča o mladiću koji je postao SVETAC, (sve pjesme iz istoimenog mjuzikla). Solothurn-Zagreb, 2018. 2.izd. Coratia Records, Zagreb, 2018.

#### Video-glazbeni albumi
- Svijetom je bijelim poć, Šime i Radovan Ćorić, Sun-Art Sydney, 1988.
- Svijetom je bijelim poć, Šime i Radovan Ćorić, IVS, Lichtenstein, 1989.
- Kroz bijelu tihu noć, (musical), IVS, Zagreb, 1992.
- Šljive cvatu, „Orfej“ HRT, Zagreb, 1997.
- Sretan Boćić i Nova godina/ Merry Christmas and Happy New Year, fra Šito s prijateljima, Video-zapisi, HRT Zagreb, 1997. Čitluk, 1999.
- Sretan Uskrs, fra Šito s prijateljima, Video-zapisi, HRT Zagreb, 1988. Čitluk, 2000.
- Spavaj mali Božiću, lutkarska predstava Kazališta maladih u Osijeku, Solothurn, 2008.
- Slučaj Galilejac, (musical), FRAM-ZIRAL, Mostar – HKM Press: Solothurn, 2007.
- Danas slavim Te, Bože moj, (Fra Šito i fra Radovan Ćorić, Frane Vugdelija i Chorus Croaticus), HKM Press, Solothurn, 2010.
- Mi ćemo pobijediti, HKM Press, Solothurn, 2010.
- On uskrsnu, (mjuzikl), Solothurn, 2018.
- Priča o mladiću koji je postao SVETAC, (mjuzikl). Solothurn – Zagreb, 2018; 2.izd. Croatia Records, Zagreb, 2018.

## Vanjske poveznice
- fra Šimun Šito Ćorić  Arhivirana inačica izvorne stranice od 6. siječnja 2012. (Wayback Machine)